# خدمة شبكة اجتماعية

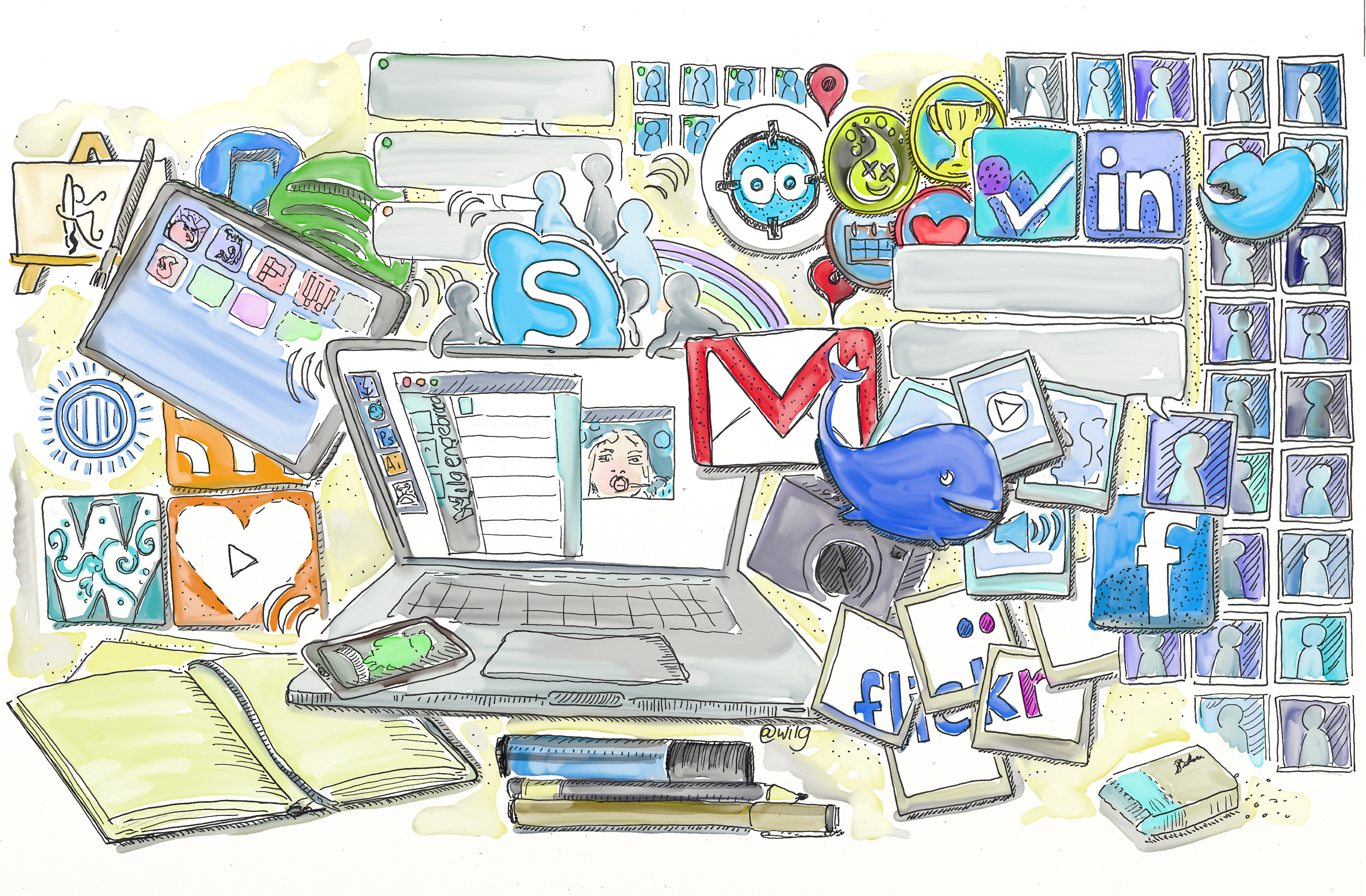

خدمات الشبكات الاجتماعية (بالإنجليزية: Social networking service)‏ وهي تختلف عن وسائل التواصل الاجتماعي (بالإنجليزية: Social Media)‏ هي خدمات تؤسسها وتبرمجها شركات كبرى لجمع المستخدمين والأصدقاء ولمشاركة الأنشطة والاهتمامات، وللبحث عن تكوين صداقات والبحث عن اهتمامات وأنشطة لدى أشخاص آخرين.
معظم الشبكات الاجتماعية الموجودة حالياً هي عبارة عن مواقع ويب تقدم مجموعة من الخدمات للمستخدمين مثل المحادثة الفورية والرسائل الخاصة والبريد الإلكتروني والفيديو والتدوين ومشاركة الملفات وغيرها من الخدمات. ومن الواضح أن تلك الشبكات الاجتماعية قد أحدثت تغيّر كبير في كيفية الاتصال والمشاركة بين الأشخاص والمجتمعات وتبادل المعلومات. وتلك الشبكات الاجتماعية تجمع الملايين من المستخدمين في الوقت الحالي وتنقسم تلك الشبكات الاجتماعية حسب الأغراض فهناك شبكات تجمع أصدقاء الدراسة وأخرى تجمع أصدقاء العمل بالإضافة لشبكات التدوينات المصغرة، ومن أشهر الشبكات الاجتماعية الموجودة حالياً فيس بوك وماي سبيس وتويتر ولايف بوون وهاي فايف وأوركت وجوجل+.

## نشأة الشبكات الاجتماعية
بدأت مجموعة من الشبكات الاجتماعية في الظهور في أواخر التسعينيات مثل Classmates.com عام 1995 للربط بين زملاء الدراسة وموقع SixDegrees.com عام 1997 وركز ذلك الموقع على الروابط المباشرة بين الأشخاص. وظهرت في تلك المواقع الملفات الشخصية للمستخدمين وخدمة إرسال الرسائل الخاصة لمجموعة من الأصدقاء. وبالرغم من توفير تلك المواقع لخدمات مشابهة لما توجد في الشبكات الاجتماعية الحالية إلا أن تلك المواقع لم تستطع أن تدر ربحاً لمالكيها وتم إغلاقها. وبعد ذلك ظهرت مجموعة من الشبكات الاجتماعية التي لم تستطع أن تحقق النجاح الكبير بين الأعوام 1999 و2001.
و مع بداية عام 2005 ظهر موقع يبلغ عدد مشاهدات صفحاته أكثر من جوجل وهو موقع ماي سبيس الأميركي الشهير ويعتبر من أوائل وأكبر الشبكات الاجتماعية على مستوى العالم ومعه منافسه الشهير فيس بوك والذي بدأ أيضاً في الانتشار المتوازي مع ماي سبيس حتى قام فيس بوك في عام 2007 بإتاحة تكوين التطبيقات للمطورين وهذا ما أدى إلى زيادة أعداد مستخدمي فيس بوك بشكل كبير ويعتقد أن عددهم حالياً يتجاوز 800 مليون مستخدم على مستوى العالم.
تلك الشبكات الاجتماعية أصبحت محل الدراسة للكثير من الدارسين في مجال المجتمعات والباحثين في عدد من المواضيع مثل الخصوصية والهوية ورأس مال المجتمعات واستخدامات المراهقين.

## أنواع الشبكات الاجتماعية

### نوع أساسي
و هذا النوع يتكون من ملفات شخصية للمستخدمين وخدمات عامة مثل المراسلات الشخصية ومشاركة الصور والملفات الصوتية والمرئية والروابط والنصوص والمعلومات بناءً على تصنيفات محددة مرتبطة بالدراسة أو العمل أو النطاق الجغرافي مثل مواقع فيس بوك وماي سبيس

### مرتبط بالعمل
و هو من أنواع الشبكات الاجتماعية الأكثر أهمية وهي تربط أصدقاء العمل بشكل احترافي وأصحاب الأعمال والشركات وتتضمن ملفات شخصية للمستخدمين تتضمن سيرتهم الذاتية وما قاموا به في سنوات دراستهم وعملهم ومن قاموا بالعمل معهم.

### مميزات إضافية
هناك بعض الشبكات الاجتماعية توفر مميزات أخرى مثل التدوين المصغر Micro Blogging مثل موقع تويتر وبلارك والشبكات الجغرافية مثل موقع برايت كايت.

### أنواع الشبكات الاجتماعية حسب طبيعتها
1- مواقع التواصل الاجتماعي المتعارف عليها.
2- المدونات. (صفحة ويب على الأنترنت تهر عليها التدوينات - مدخلات - مؤرخه وَ مرتبه ترتيباً زمنياً تصاعدياً)
تستخدم لنشر وتلقي الأخبار والتفاعل معها سواء كانت أخبار شخصيه أو عامه.
أمثله :
- blogger
- word press
3- الويكي.
نظامها شبكة اجتماعية تجمع مستخدمي الموقع وتقدم لهم العديد من الخدمات، ومن الشبكات

## الشبكات الاجتماعية والأعمال
لا تتوقف الشبكات الاجتماعية فقط عند الربط بين الأصدقاء والأشخاص بل هناك شبكات تجمع صناع الأعمال وأصحاب الشركات والعاملين بها والمثال الأشهر على ذلك موقع لينكد إن والذي جمع أكثر من 20 مليون مستخدم وأكثر من 150 حرفة مختلفة.
و من خلال تلك الشبكات يمكن للمستخدم كتابة سيرته الذاتية في مجال تعليمه وعمله ويمكن أن يدعو أصدقاءه لتزكيته لأشخاص آخرين لبدء مجالات عمل جديدة فيما بينهم، لذلك فتلك الشبكات تعتبر من المجالات التي تتسم بمستقبل كبير بعيداً عن صراع الشبكات.

## روابط بعض الشبكات الاجتماعية العربية
- موقع رقيم: منصة عربية تساهم في نشر المعرفة والأهم ان الموقع يقوم بمكافاءة اعضائة علي كل شئ يفعلونة اعجاب قرائة مقالة التصفح بل بمجرد الاشتراك عن طريق صديق يتم مكافائتك حيث ان شعارهم الذي ستجدة دائما يرافقك داخل الموقع «اقرأ.. واكتب.. واربح».
- موقع باز: تقدم المنصة الرؤية الواسعة لكل ما يدور حول المستخدم، مع إمكانية اختيار ما الذي يهمه فيها والتفاعل معه مباشر وفكرة الموقع الرئيسية هي جمع أكثر من شبكة للتواصل الاجتماعي في مكان واحد.
- موقع حسوب I/O: شبكة اجتماعية عربيه تمكنك من طرح ومناقشة الأفكار والقضايا التقنية والعلمية والمشاركة فيها.
- موقع بنفسج: شبكه اجتماعيه عربيه لمشاركة الفيديوهات والتعليق عليها وتقييمها و مراسلة اصحابها، كما تتيح للمستخدم إنشاء قناة وقوائم تشغيل خاصة به يمكن إضافة مقاطع يوتيوب وفيمو وديلي موشن بداخلها، بأسلوب بسيط يعتمد على وضع رابط المقطع المطلوب ومن ثم سحبه إلى قائمة التشغيل التي تم إنشاؤها، مع إمكانية جعل هذه القائمة عامّة أو خاصة، ويُتيح الموقع إمكانية الاطّلاع على أشهر مقاطع الفيديو المتداولة داخل خدمات مشاركة الفيديو، وإعداد القوائم التي يرغب بها.
- موقع أبجد: أبجد شبكة القرّاء العربية لمحبي القراءة. هنا يجتمع محبّو القراءة في العالم العربي ليضيفوا مراجعاتهم وتقييماتهم للكتب التي قرؤوها. الهدف من أبجد هو مساعدة المجتمع في النهوض بمحتور الكتب العربية عن طريق نقدها ومناقشتها مع قرّاء آخرين. وأيضًا إثراء المحتوى العربي يساعد القرّاء الجدد في معرفة ما هو جديد في المكتبات.
- موقع صراحة: يتيح للأشخاص إرسال رسائل مجهولة الاسم بين بعضهم البعض بهدف الانتقاد البنّاء، وبالرغم من أنّ هدفه محدّد وإيجابي إلا أنّ البعض استخدمه للتنمّر على الآخرين، وانتشر رابط الموقع بكثرة على موقع الفيسبوك.
- شبكة انتج: أول شبكة عربية مجانية متخصصة في الاقتصاد لبناء المشروعات الناجحة بالمشاركة بين الأعضاء، حيث يسعى الموقع إلى تنمية الاقتصاد وتوفير فرص العمل والقضاء على البطالة عن طريق دعم المشاريع المتوسطة والصغيرة. حيث يقوم العضو بإنشاء مشروع على الموقع ويُحدد فيه فكرة المشروع وما الذي يملكه لتنفيذ المشروع ويطلب فيه أي شيء ينقصه ويقوم باقي الأعضاء ممن يستطيعون تقديم هذا العنصر المطلوب بالاشتراك مع هذا العضو حتى يكتمل مشروعه.